# Pieter Groenewald

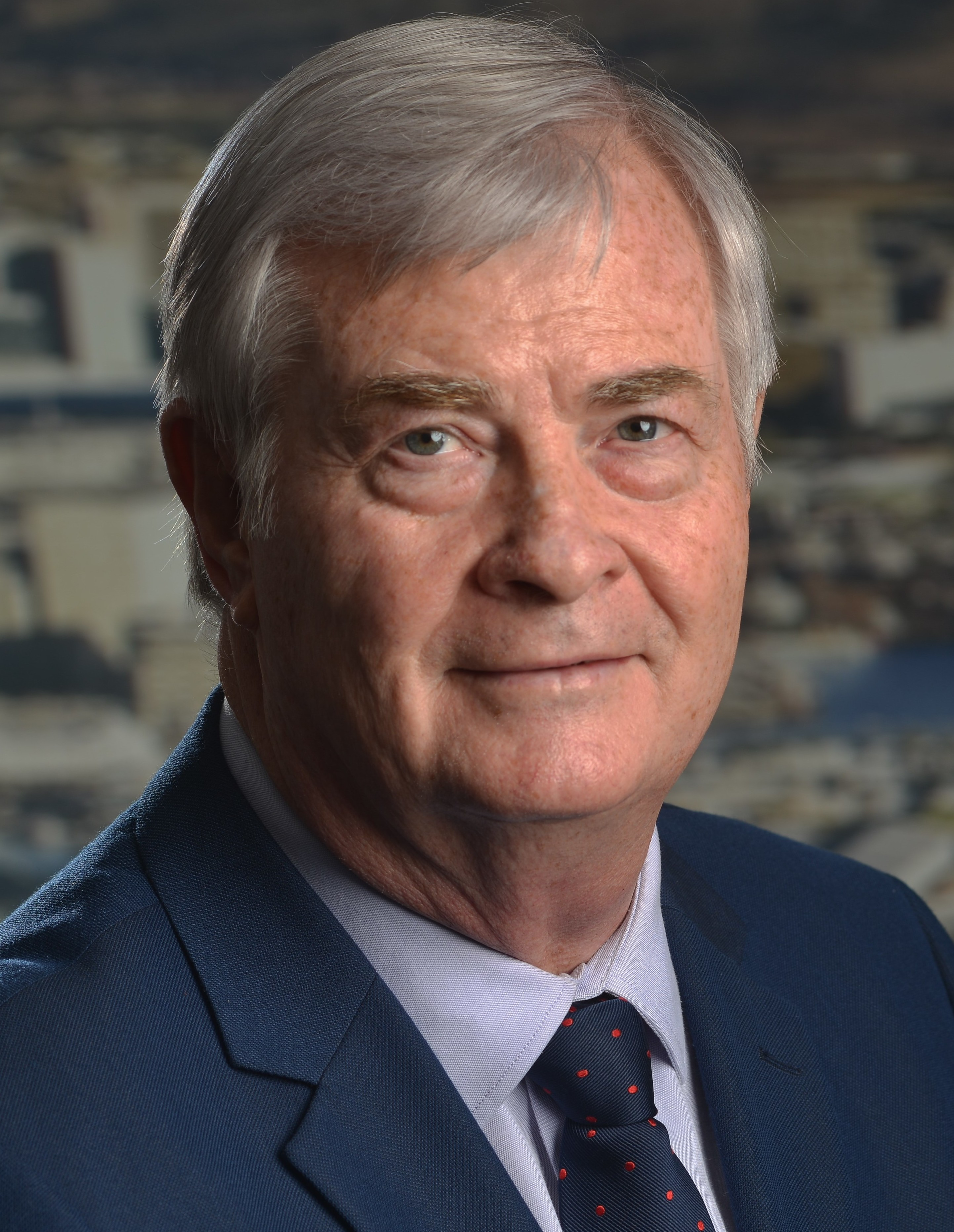

Pieter Groenewald (ur. 27 sierpnia 1955) – południowoafrykański działacz polityczny i parlamentarzysta. 
Ukończył studia prawnicze na Uniwersytecie w Potchefstroom. Studiował podyplomowo komunikację. 
W latach osiemdziesiątych pełnił obowiązki burmistrza Stilfontein. W 1989 został wybrany w skład Zgromadzenia Narodowego Południowej Afryki. Po raz kolejny mandat uzyskiwał w latach 1994, 1999 i 2004 (jako członek Vryheidsfront i Vryheidsfront Plus). W marcu 1994 był współzałożycielem Vryheidsfrontu. 
Pełni obowiązki przewodniczącego Vryheidsfront Plus w Prowincji Północno-Zachodniej. Jest członkiem Rady Wykonawczej Vryheidsfront oraz przewodniczącym partyjnej Federalnej Komisji Sprawiedliwości.